# Scopula deserta
Scopula deserta là một loài bướm đêm trong họ Geometridae.